# Hovea acutifolia
Hovea acutifolia es una especie de arbusto perteneciente a la familia de las leguminosas, es nativa de Australia en Nueva Gales del Sur y Queensland.

## Descripción
Es un arbusto esbelto que alcanza un tamaño de 4 m de altura, los tallos y ramas con una cubierta densa de color gris a oxidada, con pelos rizados y arrugados entremezclados con más pelos rectos. Las hojas ± estrechas y elípticas, en su mayoría de 3-7 cm de largo y 3 - 12 mm de ancho, de manera uniforme cónicas en el ápice y la base, los márgenes ligeramente recurvados. La inflorescencia con 1-4 flores en forma de racimos con pedicelos de 2-3 mm de largo.

## Taxonomía
Hovea acutifolia fue descrita por A.Cunn. ex G.Don y publicado en A General History of the Dichlamydeous Plants 2: 126, en el año 1832.